# Poggio-Mezzana
Poggio-Mezzana é uma comuna francesa na região administrativa de Córsega, no departamento da Alta Córsega. Estende-se por uma área de 8,9 km². 